# Karl Rechlin
Johann Carl (Karl) Rechlin (* 31. Oktober 1769 in Rostock (nicht Lübeck); † 17. Dezember 1796 in Lübeck) war ein deutscher Schriftsteller.

## Leben
Karl Rechlin war ein Sohn des Krämers Christian Carl Rechlin (* 5. August 1737 in Mirow; † 27. März 1795 in Lübeck) und dessen Ehefrau Sophia, geborene Wreede (* in Bützow; † 26. März 1781 in Lübeck). Sein Vater diente im Kaiserlichen Kadettenkorps und wurde nach Sankt Petersburg versetzt, wo Karl Rechlin seine frühe Kindheit verbrachte. 1781 eröffnete der Vater mit seinen Ersparnissen ein kleines Geschäft in Lübeck.
Karl Rechlin erhielt seine Schulbildung am Katharineum zu Lübeck. Hier freundete er sich eng mit Carl Georg Curtius an. Beide schrieben als Schüler das Drama „Demetrius“. Später studierten sie an der Universität Jena, wo sie erneut an dem Drama arbeiteten. Dieses sandten sie anonym an Friedrich Schiller, den sie um ein Urteil baten. Schiller sprach den Autoren sein Lob aus und ermutigte sie, weiter zu dichten. Rechlin und Curtius gaben ihr Werk 1792 anonym, mit einer Widmung an Schiller versehen, in Jena in den Druck.
Ab dem Herbst 1789 besuchte Rechlin Vorlesungen in Theologie bei Johann Christoph Döderlein sowie Poesie und Rhetorik bei Christian Gottfried Schütz. Darüber hinaus studierte er Mathematik und Physik. Gegen Ende des Studiums hörte er Philosophie bei Carl Leonhard Reinhold. Schütz und insbesondere Reinhold lehrten ihn die Philosophie Immanuel Kants. Im Sommerhalbjahr 1792 hielt sich Rechlin aus gesundheitlichen Gründen in Weimar auf. Hier machte er Bekanntschaft mit Christoph Martin Wieland. Dieser übernahm drei Gedichte Rechlins in den „Neuen Teutschen Merkur“. Sie erschienen in den Jahrgängen 1793 und 1794.
Zu Ostern 1793 ließ sich Rechlin in Lübeck nieder. Zu diesem Zeitpunkt war er Kandidat der Theologie und arbeitete als Hauslehrer und Schriftsteller. Die Schriftstellerin Friederike Brun lud ihn im Februar 1795 zu sich nach Kopenhagen ein. Sie plante eine Reise in die Schweiz und nach Italien, während derer Rechlin ihre Kinder als Erzieher betreuen sollte. Während der Überfahrt in die dänische Hauptstadt erkrankte Rechlin und brach die Fahrt in Kiel ab. Er ging zurück nach Lübeck und eröffnete mit der Hilfe Christian Adolph Overbecks eine Privatschule. Er arbeitete hier darüber hinaus über Mathematik, Philosophie und schrieb Gedichte.
Rechlin starb im Alter von 27 Jahren unverheiratet aufgrund mehrerer Blutstürze.
Sein im Wesentlichen erhaltenes Stammbuch (Freundschaftsalbum) mit Einträgen aus den Jahren 1789 bis 1793 aus Lübeck und Jena wurde 1930 von der Stadtbibliothek Lübeck erworben.

## Bedeutung und Werke als Dichter

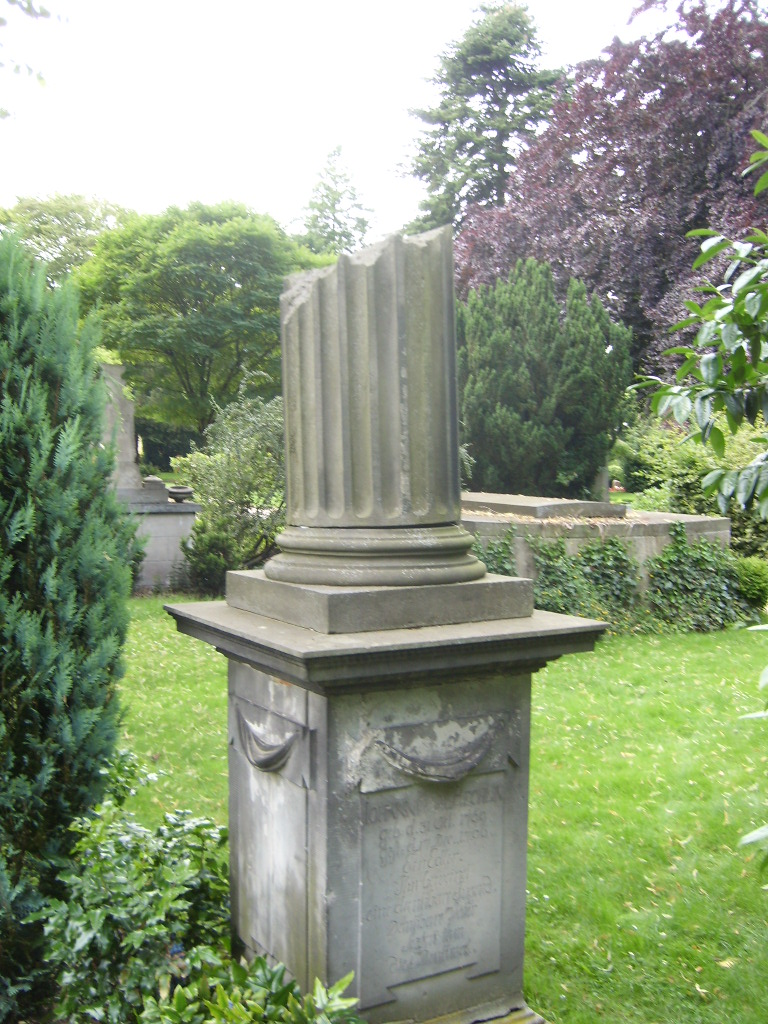
Grabmal

Carl Georg Curtius schrieb nach dem Tod seines Freundes dessen Biographie. Sie war 1800 im „Hanseatischen Magazin“ zu lesen, was jedoch nichts daran änderte, dass Rechlin schnell in Vergessenheit geriet. Nicht bekannt ist, in welchem Umfang er an dem Schiller zugesandten Drama „Demetrius“ beteiligt war. Schiller bezeichnete die Anlage und sprachliche Ausgestaltung als gelungen. Die Zeichnungen der Charaktere und die Führung der Handlung bezeichnete er als noch nicht ausreichend ausgewogen.
Rechlins schrieb in seinem „Fantasiegemählde“ melodramatische Verserzählungen in Form seiner Sammlung. Er kleidete sie historisch ein und verlegte die Handlung in die Vergangenheit und mitunter an entlegene Orte. Die Dichtungen sind von Empfindsamkeit geprägt. Während seines Philosophiestudiums bei Reinhold verfasste Rechlin darüber hinaus 1795 das Buch über die „Populäre Darstellung des Einflusses der kritischen Philosophie in Hauptideen der bisherigen Theologie“.
Nach Rechlins Tod kam seine Erzählung „Der Wunderbare“ heraus. Sie basierte auf dem Romanfragment Der Geisterseher. August Wilhelm Schlegel schrieb hierzu eine Rezension für die Allgemeine Literatur-Zeitung. Darin bezeichnete er Rechlins Werk als gekünstelt mit einer unnötig aufwändigen Handlungsführung.

## Schriften
- Demetrius. Jena 1792 (Digitalisat)
- Populäre Darstellung Des Einflusses Der Kritischen Philosophie In Die Hauptideen Der Bisherigen Theologie. Lübeck: Bohn 1795 (Digitalisat)
- Fantasiegemählde. Lübeck; Leipzig: Bohn; Chemnitz: Wesselhöft 1795